# Casearia oreogenes
Casearia oreogenes är en videväxtart som beskrevs av Herman Otto Sleumer. Casearia oreogenes ingår i släktet Casearia och familjen videväxter. Inga underarter finns listade i Catalogue of Life.